# Hoffmannseggia
Hoffmannseggia é um género botânico pertencente à família Fabaceae.